# Fabio Brunelli
Fabio Brunelli (São Paulo, 11 de maio de 1969 — Resende, 7 de março de 2021) foi um jornalista, apresentador de telejornal e escritor brasileiro.

## Carreira
Aos vinte anos, foi o âncora mais jovem da televisão brasileira a atuar em rede nacional. Estreou no telejornalismo da Rede Manchete na histórica noite de 9 de novembro de 1989 anunciando a Queda do Muro de Berlim.
No início dos anos noventa, apresentou os telejornais Rio em Manchete, Manchete Rural e o programa Free Jazz in Concert.
Por duas décadas, foi editor-chefe e apresentador do telejornal RJTV, produzido pela TV Rio Sul, afiliada da Rede Globo.

## Literatura
Em setembro de 2009, lançou pela editora Novo Século seu primeiro romance. O livro Elas por Ele descreve o universo feminino na visão de um homem.

## Morte
Morreu no dia 7 de março de 2021 em Resende, onde estava internado para tratar de um câncer.